# Big Top Halloween
Big Top Halloween – debiutancki album amerykańskiej grupy rockowej The Afghan Whigs. Został wydany w 1988 roku.

## Lista piosenek
1. „Here Comes Jesus” – 3:32
2. „In My Town” – 2:55
3. „Priscilla's Wedding” – 3:32
4. „Push” – 2:53
5. „Scream” – 3:20
6. „But Listen” – 5:50
7. „Big Top Halloween” – 3:24
8. „Life in a Day” – 2:06
9. „Sammy” – 3:16
10. „Doughball” – 2:13
11. „Back o' the Line” – 2:45
12. „Greek Is Extra” – 2:44

Strona A i strona B albumu liczyły po 6 piosenek.